# 馬來西亞前鋒報
《馬來西亞前鋒報》（爪夷文 ：اوتوسنمليسيا，简称Utusan）是马来西亚一份马来语日报，是世界上歷史最悠久的马来语报纸。1939年，其前身《馬來前鋒報》首次以爪夷文形式出版。1967年9月1日，馬來西亞前鋒報开始出版，馬來西亞前鋒報可以視為馬來前鋒報的馬來語版本。21世紀10年代末，馬來西亞前鋒報的每日发行量和读者人数持续下降，2019年10月9日，馬來西亞前鋒報停止出版。2020年7月20日，馬來西亞前鋒報复刊。